# Mabel Gay

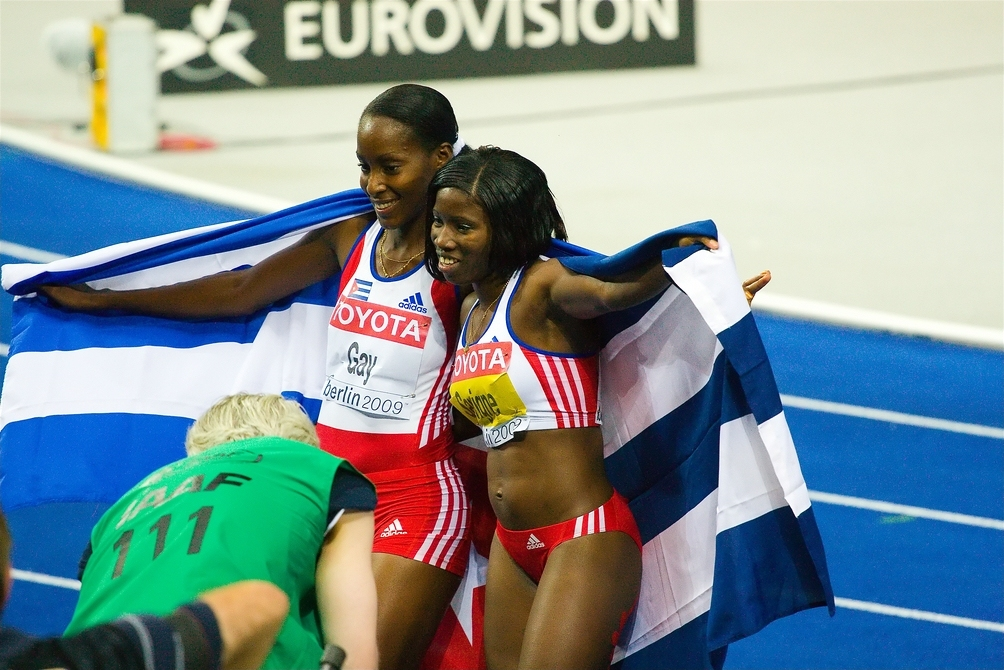
Mabel Gay (links) bei den Weltmeisterschaften 2009

Mabel Gay Tamayo (* 5. Mai 1983 in Santiago de Cuba) ist eine kubanische Leichtathletin.
Ihren ersten großen Erfolg feierte die Dreispringerin Gay 2001 mit dem Sieg bei den Jugendweltmeisterschaften in Bydgoszcz. Ein Jahr später gewann sie den Titel bei den Juniorenweltmeisterschaften in Kingston, Jamaika. Bei den Weltmeisterschaften 2003 in Paris wurde sie mit neuer persönlicher Bestweite von 14,52 m am Ende Fünfte. Im gleichen Jahr gewann sie den Titel bei den Panamerikanischen Spielen 2003. Bei den Hallenweltmeisterschaften 2004 in Budapest sprang sie auf den neunten Platz.
Bei den Olympischen Spielen 2008 in Peking schied sie in der Vorrunde aus und wurde so am Ende Fünfzehnte. Bei den Weltmeisterschaften 2009 in Berlin gewann sie mit 14,61 m hinter ihrer Landsfrau Yargelis Savigne die Silbermedaille. Sie lag mit ihrer Weite nur knapp unter ihrer persönlichen Bestweite von 14,66 m, aufgestellt am 8. März 2007 in Havanna. Am 1. September 2011 verbesserte Gay diese in Daegu um einen Zentimeter auf 14,67 m und belegte damit bei den Weltmeisterschaften 2011 in Daegu den vierten Rang. Die Teilnahme an den Olympischen Spielen 2012 in London musste sie wegen einer Knöchelverletzung absagen.
Ihre persönliche Bestweite im Weitsprung liegt seit dem 17. Mai 2009 bei 6,28 m.